# Devasathan

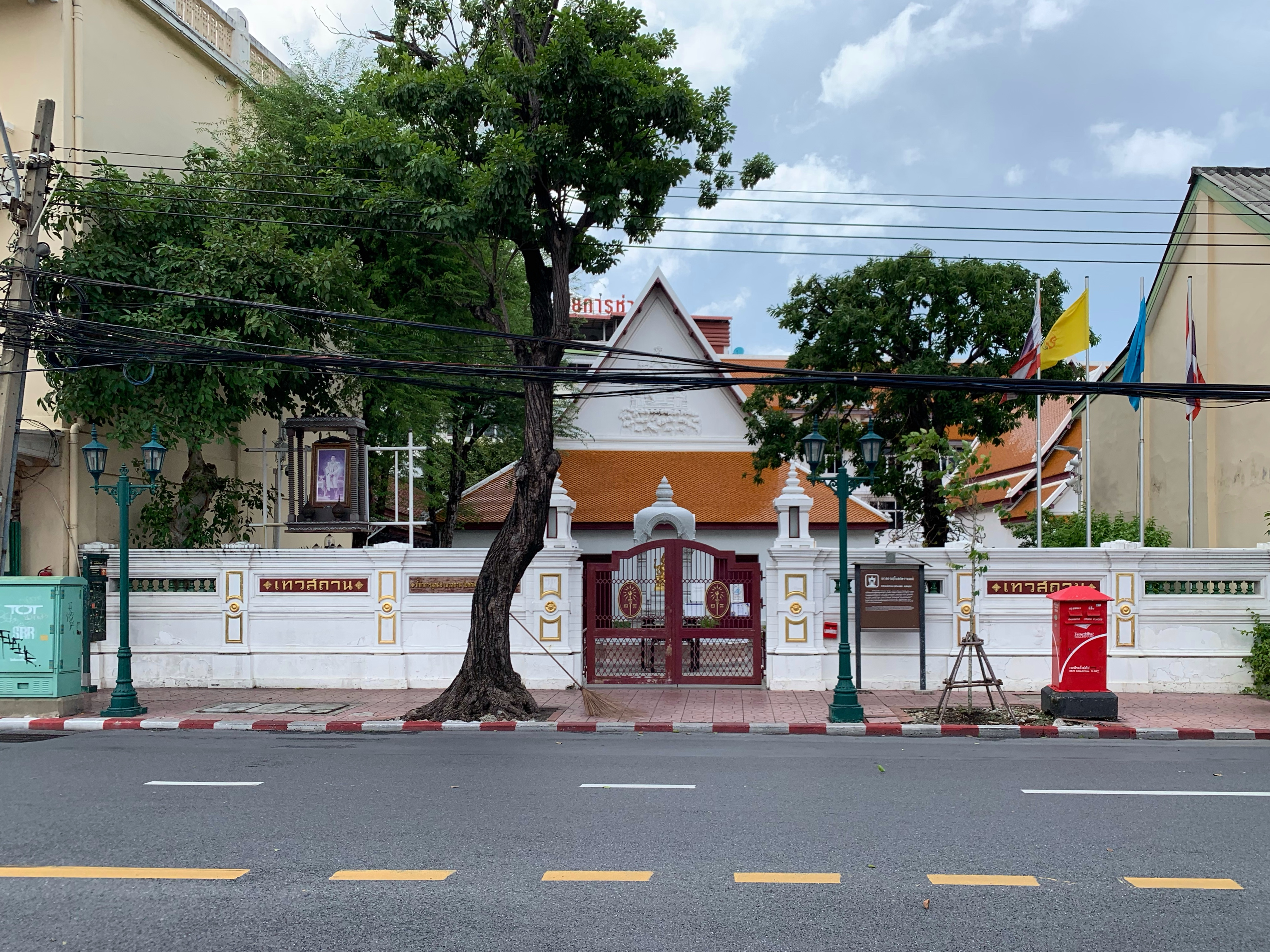
Devasathan von der Großen Schaukel aus gesehen

Devasathan („Wohnsitz der Devas“; thailändisch เทวสถาน โบสถ์พราหมณ์, RTGS Thewasathan Bot Phram, Aussprache: [tʰeʰwásàtʰǎːn bòːt pʰraːm]) ist ein kleiner, unscheinbarer brahmanischer Tempelbezirk in Bangkok, der Hauptstadt von Thailand.

## Lage
Devasathan liegt im Herzen der Altstadt von Bangkok an der Thanon Dinso (Thai: ถนนดินสอ - „Bleistift-Straße“) im Bezirk Phra Nakhon. Unmittelbar östlich gegenüber liegt ein Wahrzeichen von Bangkok, die „Große Schaukel“ (Thai: เสาชิงช้า - Sao Ching Cha). Gegenüber im Nordosten befindet sich der Sitz der Stadtverwaltung von Bangkok, im Südosten einer der größten Tempel Bangkoks, der Wat Suthat.
In den 1930ern gab es nur noch in Nakhon Si Thammarat wie auch in Phattalung ebenfalls einen brahmanischen Tempel.

## Geschichte
Devasathan wurde in der Regierungszeit von König Rama I. (Phra Phutthayotfa Chulalok) zusammen mit der Großen Schaukel im Jahre 1784 erbaut. Hier wurden brahmanische Zeremonien abgehalten, die auf die Sicherheit und Fruchtbarkeit des Landes ausgerichtet waren.

## Aufbau
Der von einer Mauer umgebene Tempelgrund besteht aus drei rechteckigen, einstöckigen Gebäuden aus Ziegelsteinen, die parallel zueinander in Ost-West-Richtung ausgerichtet sind. Jedes der drei weiß gekalkten Gebäude ist einer anderen hinduistischen Gottheit gewidmet: 
- Phra Itsuan (Thai: สถาน พระอิศวร, auch: Phra Siwa สถาน พระศิวะ) - Shiva. Unter einem weißen Baldachin stehen eine große Bronze-Statue des segnenden Shiva sowie zwei mittelgroße Statuen des tanzenden Shiva. Sie werden flankiert von zwei Statuen der Uma, der Gemahlin Shivas. Zahlreiche kleinere Statuen anderer Gottheiten stehen rechts und links unterhalb von ihnen. Vor dem Altar stehen zwei hölzerne Abbilder von Shivas Reittier, dem Bullen Nandi. In der Mitte des Gebäudes befinden sich zwei hohe Pfosten, an denen bei besonderen Gelegenheiten eine Schaukel angebracht wird.
- Phra Phikhanesuan (Thai: สถาน พระพิฆเนศวร), bzw. Phra Khanet (สถาน พระคเณศ) - Ganesha, enthält fünf Statuen des sitzenden Ganesha, aus Granit, Sandstein, Bronze und zwei aus grünem Stein.
- Phra Narai (Thai: สถาน พระนารายณ์), bzw. Phra Witsanu (สถาน พระวิษณุ) - Vishnu, enthält eine große Bronzestatue des Vishnu zusammen mit Gipstatuen von Lakshmi und Savari.

Die drei Schreine sind von einer kleinen gepflegten Grünanlage umgeben, die mit vielen, zum Teil seltenen Duft- und Blütenbäumen bestanden ist.
Direkt am Eingang steht in einem Lotusteich eine Statue des Brahma unter einem schlichten Pavillon in typischem Thai-Stil, der mit einem Mosaik aus bunten Spiegeln bedeckt ist. Diese Statue ähnelt der Statue des Erawan-Schreins. Weitere kleine Statuen verschiedener hinduistischer Gottheiten sind in der Grünanlage aufgestellt. Alle Statuen werden täglich mit Kränzen aus goldgelben Blüten geschmückt.